# Avicularia subvulpina
Avicularia subvulpina é uma espécie de aranha pertencente à família Theraphosidae (tarântulas).